# Kleiner Honiganzeiger

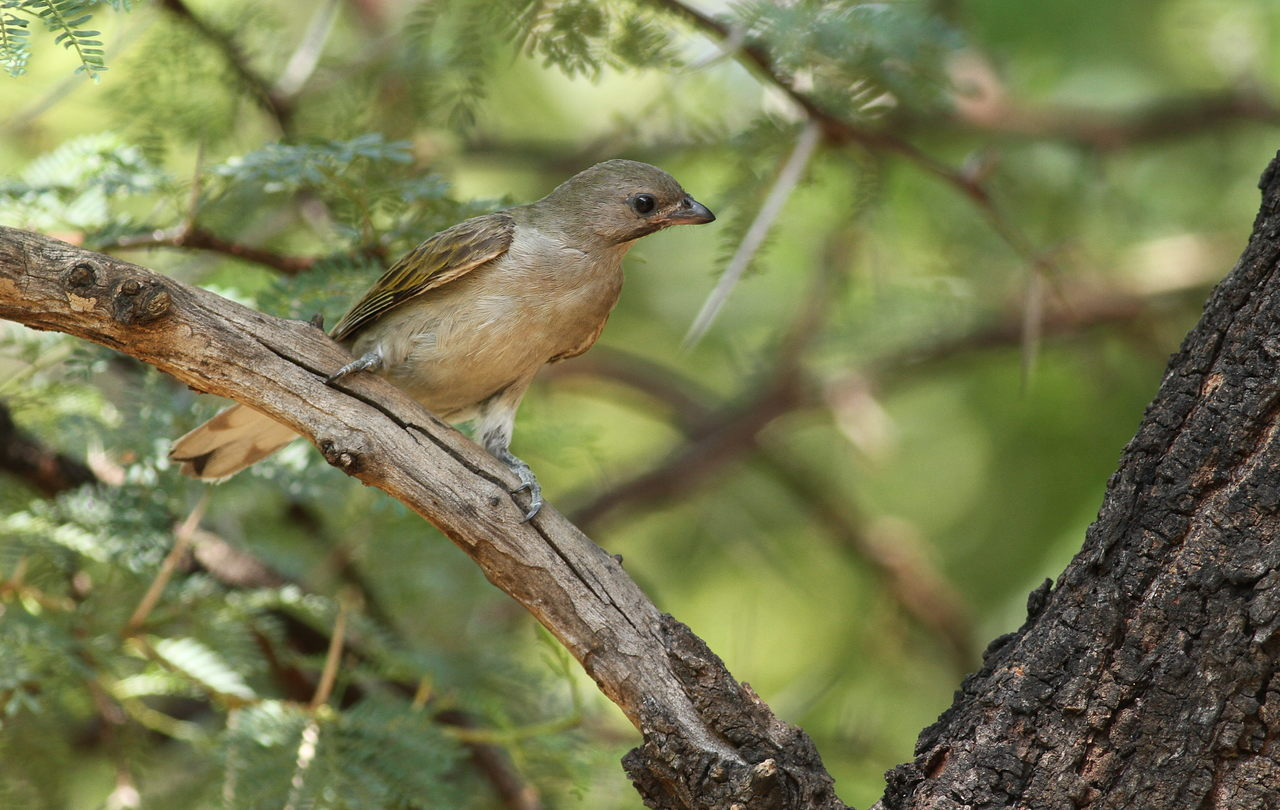
Kleiner Honiganzeiger, Südafrika

Der Kleine Honiganzeiger (Indicator minor), auch  Nasenstreif-Honiganzeiger genannt, ist mit einer Körperlänge von 15 Zentimetern und einem Gewicht von bis zu 36 Gramm ein mittelgroßer Vertreter der Familie der Spechtvögel, der in Subsahara-Afrika verbreitet ist. Sie fressen überwiegend Insekten, sind jedoch in der Lage, auch Bienenwachs zu verdauen. Honig fressen sie dagegen nicht. Sie sind obligatorische Brutschmarotzer, die ihren Nachwuchs von anderen Vogelarten groß ziehen lassen.

## Merkmale
Die Männchen des Kleinen Honiganzeigers haben eine Körperlänge von bis zu 15 Zentimeter und eine Flügellänge von 8,2 bis 9,8 Zentimeter. Weibchen haben eine gleiche Körperlänge, ihre Flügellänge beträgt 7,7 bis 9,8 Zentimeter. Das Gewicht der Männchen liegt zwischen 23 und 36,5 Gramm, das der Weibchen variiert von 22 bis 35 Gramm.
Es besteht kein auffälliger Geschlechtsdimorphismus. Männchen und Weibchen haben einen grauen Kopf und einen schwärzlichen Wangenstreif sowie einen schmalen weißlichen Streifen an der Schnabelbasis. Die Körperunterseite ist einfarbig grau, das Rückengefieder ist braun. Die äußeren weißen Steuerfedern sind vor allem im Flug auffällig.
Noch nicht geschlechtsreifen Jungvögeln fehlen der Wangenstreif und der Streif an der Schnabelbasis, sie haben außerdem eine dunkel gestrichelte Kehle und eine grauere Körperunterseite als die adulten Vögel.

## Besondere Anatomie
Bienenwachs spalten Kleine Honiganzeiger mit Hilfe von in ihrem Darm lebenden Pilzen und Bakterien in verdauliche Fettsäuren auf; daneben besitzen sie einen für Vögel sonst untypisch gut entwickelten Geruchssinn. Bienenwachs ist für alle anderen Vogelarten, die nicht zu den Honiganzeigern gehören, sowie für die meisten anderen Lebewesen nicht verdaulich. Wachs ist allerdings siebenmal energiereicher als beispielsweise Honig.

## Verbreitungsgebiet und Lebensraum
Der Kleine Honiganzeiger ist eine Vogelart von Subsahara-Afrika und kommt von Senegal und Gambia in östlicher Richtung bis nach Somalia vor und in südlicher Richtung bis nach Namibia und Südafrika vor.
Der Lebensraum des Kleinen Honiganzeigers sind Strauchsavannen sowie Savannen mit vereinzelten Bäumen, Waldränder, Galeriewälder und baumbestandene Gärten. Die Höhenverbreitung reicht von den Tiefebenen auf Meereshöhe bis zu Höhenlagen von 3000 Metern. Über 1800 Höhenmetern ist er jedoch seltener anzutreffen.

## Fortpflanzung
Die Eier sind glänzend weiß und breit oval. Der Kleine Honiganzeiger legt jeweils nur ein Ei in das Nest des Wirtsvogels. Die Brutperiode variiert mit dem jeweiligen Verbreitungsgebiet. In Südafrika fällt die Brutperiode in die Monate September bis Januar. In Zentralkenia und dem Osten Tansanias brütet der Kleine Honiganzeiger dagegen in den Monaten April bis August.
Der Kleine Honiganzeiger ist ein obligater Brutschmarotzer, der eine Reihe von Wirtsvögeln nutzt. Zu ihnen gehören unter anderem:
- Diadem-Haarbärtling
- Zweifarben-Glanzstar
- Diadem-Bartvogel
- Weißohr-Bartvogel
- Strohkopf-Bartvogel
- Olivbartvogel
- Spiegel-Bartvogel
- Stactolaema
- Halsband-Bartvogel
- Blutbrust-Bartvogel
- Weißkopf-Bartvogel
- Feigen-Bartvogel
- Braunbrust-Bartvogel
- Doppelzahn-Bartvogel
- Rosenbauch-Bartvogel

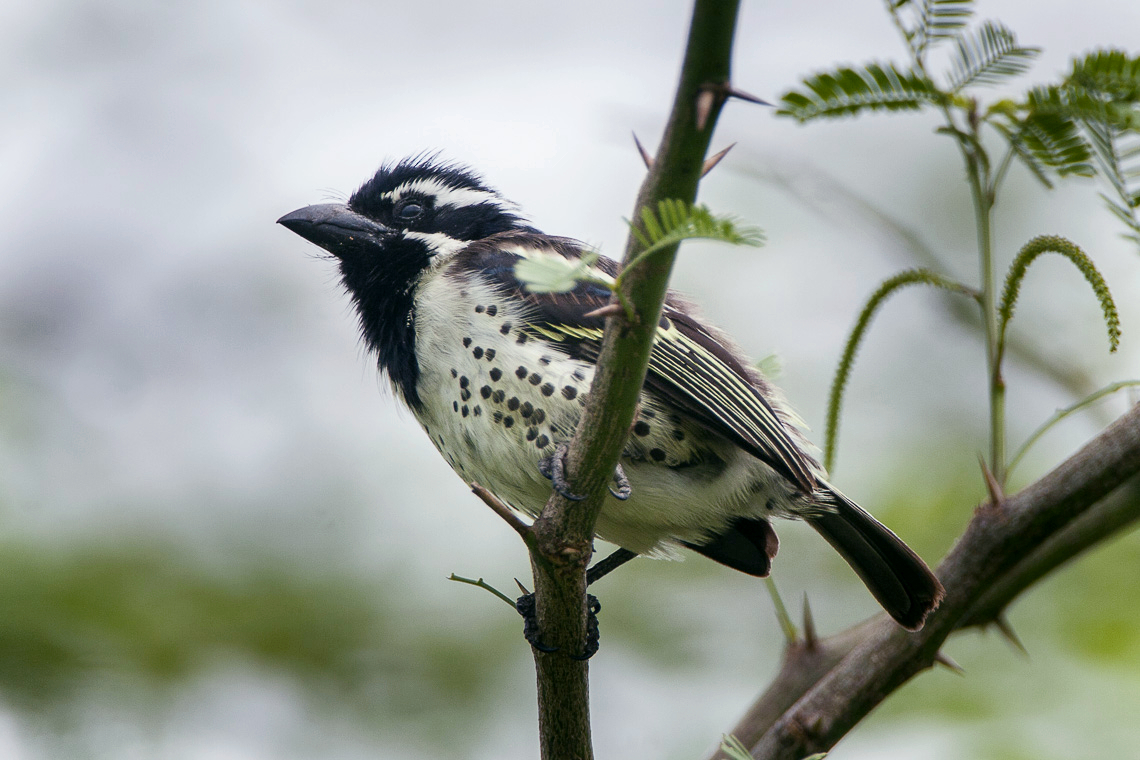
Diadem-Bartvogel, einer der Wirtsvögel des Kleinen Honiganzeigers

Bei den Wirtsvögeln handelt es sich entweder um Höhlenbrüter oder solche, die in Kugelnestern brüten. Die Brutzeit beträgt 11 bis 12 Tage.
Nestlinge des Kleinen Honiganzeigers töten ihre Nestgeschwister, indem sie sie mit ihrem hakenförmigen Eizahn beißen und auf sie einhacken.
Es gibt mehrere Berichte darüber, dass der Halsband-Bartvogel seine Bruthöhle gegen ein Eindringen des Kleinen Honiganzeigers zu verteidigen versuchte. Ähnliche Berichte gibt es auch von anderen Arten.

## Einzelbelege
1. ↑  Davies: Cuckoos, Cowbirds and Other Cheats. S. 20.
2. 1 2 3  Johnsgard: The Avian Brood Parasites. S. 124.
3. 1 2 3  Johnsgard: The Avian Brood Parasites. S. 125.
4. ↑  Mark Cocker, David Tipling: Birds and People. S. 335.
5. ↑  Johnsgard: The Avian Brood Parasites. S. 128.